# جون ر. والش
جون ر. والش (بالإنجليزية: John R. Walsh)‏ هو محامي وقاضي وسياسي أمريكي، ولد في 22 مايو 1913 في مارتينسفيل في الولايات المتحدة، وتوفي في 23 يناير 1975 في مدينة اندرسون في الولايات المتحدة. حزبياً، نشط في الحزب الديمقراطي.

## مناصب
- انتخب مندوب [الإنجليزية]‏ المؤتمر الوطني الديمقراطي [الإنجليزية]‏ (1960 – ).
- انتخب كاتب دولة [الإنجليزية]‏ (1 ديسمبر 1958 – 30 نوفمبر 1960).
- انتخب أمين الخزينة.
- انتخب عضو  [لغات أخرى]‏ مجلس إدارة.
- انتخب عضو مجلس النواب الأمريكي (3 يناير 1949 – 3 يناير 1951).